# Zegris pyrothoe
Zegris pyrothoe är en fjärilsart som först beskrevs av Eduard Friedrich Eversmann 1832.  Zegris pyrothoe ingår i släktet Zegris och familjen vitfjärilar. Inga underarter finns listade i Catalogue of Life.